# (1593) Фанье
(1593) Фанье (лат. Fagnes) — астероид, относящийся к группе астероидов пересекающих орбиту Марса и принадлежащий к светлому спектральному классу S. Он был открыт 1 июня 1951 года бельгийским астрономом Сильвеном Ареном в обсерватории Уккел и назван в честь Хоэс-Фенн, заповедника на востоке Бельгии.

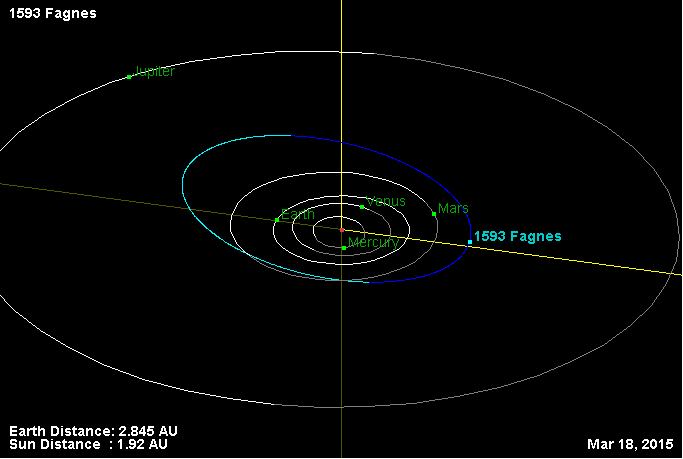
Орбита астероида Фанье и его положение в Солнечной системе